# Wowtschojariwka
Wowtschojariwka (ukrainisch Вовчоярівка; russisch Волчеяровка/Woltschejarowka) ist eine Siedlung städtischen Typs im Osten der Ukraine mit etwa 900 Einwohnern.

## Geographie
Der Ort in der Oblast Luhansk ist am Fluss Werchnja Bilenka (Верхня Біленька), etwa 23 Kilometer nördlich der ehemaligen Rajonshauptstadt Popasna und 74 Kilometer westlich der Oblasthauptstadt Luhansk gelegen.
Am 12. Juni 2020 wurde die Siedlung ein Teil der neugegründeten Stadtgemeinde Lyssytschansk, bis dahin bildete sie die gleichnamige Siedlungsratsgemeinde Wowtschojariwka (Вовчоярівська селищна рада/Wowtschojariwska selyschtschna rada) im Norden des Rajons Popasna.
Seit dem 17. Juli 2020 ist sie ein Teil des Rajons Sjewjerodonezk.

## Geschichte
Der Ort wurde 1783 zum ersten Mal schriftlich erwähnt, seit 1938 hat er den Status einer Siedlung städtischen Typs.
Am 28. Juni 2022 stürmten russische Truppen den Ort.